# Adelsarchiv
Ein Adelsarchiv (auch Herrschaftsarchiv, Gutsarchiv) ist eine Sammlung historischer Unterlagen und Informationen über Angehörige des Adels.
Adelsarchive verwahren oft weit zurückreichende wertvolle Unterlagen. Bei ehemaligen Standesherren befinden sich in diesen Archiven auch Unterlagen öffentlichen Charakters (etwa zur Ausübung der Patrimonialgerichtsbarkeit).
Vielfach sind Adelsarchive durch Kauf oder Depositalvertrag in Staatsarchive oder andere öffentliche Archive gelangt.
In Baden-Württemberg zählte die staatliche Archivverwaltung in nahezu 100 Adelsarchiven über 10.000 Regalmeter Akten und über 70.000 Urkunden in privater Hand.
Bei noch in den Händen der Adelsfamilien befindlichen Archive besteht ein Anspruch auf Zugang nur auf freiwilliger Basis, es sei denn, es existiert eine aus dem Fideikommissrecht ableitbare Verpflichtung, das Archiv zugänglich zu machen.
Erfolgreich ist die Betreuung der deutschen Adelsarchive in Westfalen organisiert, da das LWL-Archivamt für Westfalen (Landschaftsverband Westfalen-Lippe) in Zusammenarbeit mit den Vereinigten Westfälischen Adelsarchiven die Nutzung sicherstellt.
Innerhalb des Verbands der Archivarinnen und Archivare e. V. versammelt die Fachgruppe 4 Archivare an Herrschafts-, Haus- und Familienarchiven die immer weniger werdenden Archivare, die diese Archive betreuen.
Viele große Adelsarchive sind in das Verzeichnis national wertvoller Archive eingetragen. Mit dieser Maßnahme soll eine Abwanderung des Kulturguts ins Ausland verhindert werden. Vergleichsweise selten werden Adelsarchive durch Eintragung in das Denkmalverzeichnis dem Denkmalschutz unterstellt.
In Nordrhein-Westfalen sind Privatarchive vom Geltungsbereich sowohl des Denkmalschutzgesetzes als auch des Archivgesetzes ausgenommen.